# Interreg
Interreg è un programma del Fondo europeo di sviluppo regionale (FESR) per la cooperazione tra regioni dell'Unione europea per il periodo 2000-2006, poi replicati per il periodo 2007-2013 ed infine per il 2014-2020.
L'iniziativa dell'Unione europea si pone l'obiettivo di evitare che i confini nazionali ostacolino lo sviluppo equilibrato e l'integrazione del territorio europeo. Per questo motivo, varie iniziative e programmi di carattere transfrontaliero vengono finanziate (o co-finanziate) dall'Unione per facilitare l'integrazione tra gli stati membri ed i rapporti commerciali, sociali e culturali tra gli Stati dell'Unione ed i Paesi confinanti.
Sono attualmente in essere numerose iniziative Interreg, che coinvolgono anche specifiche regioni italiane (es. la Puglia, per i rapporti con l'Albania; le regioni confinanti con la Francia, ecc.).